# Cannaphila mortoni
Cannaphila mortoni là loài chuồn chuồn trong họ Libellulidae. Loài này được Donnelly miêu tả khoa học đầu tiên năm 1992.